# STS-26
La STS-26 è una missione spaziale del Programma Space Shuttle. È il primo volo spaziale dopo il disastro del Challenger.

## Equipaggio
| Ruolo                   | Equipaggio                    | Equipaggio                    |
| ----------------------- | ----------------------------- | ----------------------------- |
| Comandante              | Frederick H. Hauck Terzo volo | Frederick H. Hauck Terzo volo |
| Pilota                  | Richard O. Covey Secondo volo | Richard O. Covey Secondo volo |
| Specialista di missione | John M. Lounge Secondo volo   | John M. Lounge Secondo volo   |
| Specialista di missione | George D. Nelson Terzo volo   | George D. Nelson Terzo volo   |
| Specialista di missione | David C. Hilmers Secondo volo | David C. Hilmers Secondo volo |

## Parametri della missione
- Massa:
  - Navetta al lancio: 115487 kg
  - Navetta al rientro: 88078 kg
  - Carico utile: 21082 kg
- Perigeo: 301 km
- Apogeo: 306 km
- Inclinazione orbitale: 28.5°
- Periodo: 1 ora, 30 minuti, 35 secondi